# Elsa Fischer-Treyden
Elsa Fischer-Treyden (* 1901 in Moskau; † 1995 in Selb) war eine deutsche Produktdesignerin russischer Herkunft.

## Leben und Wirken
Sie machte 1918 den Abschluss an der Höheren Mädchenschule in Moskau mit der Goldenen Medaille und migrierte im gleichen Jahr mit ihrer Mutter nach Berlin. Dort war sie in den Jahren 1920 bis 1926 als Entwerferin für verschiedene Berliner Modehäuser tätig. Mit zwei Mitarbeiterinnen fertigte sie nach eigenen Motiven Perlenstickereien. Sie bemalte Stoffe nach eigenem Design. Zwischen 1925 und 1930 studierte sie an den Vereinigten Staatsschulen für freie und angewandte Kunst in der Zeichenklasse bei Peter Fischer und der Keramikwerkstatt bei Otto Douglas Douglas-Hill. Im Jahr 1927 heiratete sie ihren Professor, den Maler Peter Fischer, von dem sie sich 1949 wieder trennte. Sie entwarf und fertigte zunächst Unikatprodukte, vor allem Schalen und Vasen aus Bronze und Keramik.
1948 und 1949 studierte sie industrielle Formgebung bei Wilhelm Wagenfeld an der Hochschule der Künste Berlin. Anschließend arbeitete sie als freie Designerin für Villeroy & Boch, entwarf aber auch ein Teegeschirr aus Jenaer Glas. Ab 1952 war sie als eine der zentralen Designerinnen für die Rosenthal AG tätig. Für die Studio-Linie hat sie dort zunächst das Programm „Fortuna“ mit Gläsern und Porzellan und später das Keramikprogramm „Favo“ entwickelt. Die Glasserie „Fuga“, die von der natürlichen Tulpenform inspiriert ist, wurde mit dem Bundespreis Die gute Form ausgezeichnet. Bis in die 1990er Jahre hat sie für Rosenthal gestaltet oder überarbeitet. So entwarf sie Gefäßformen, die wie z. B. die Kissenvasen als Träger für Künstlerdekore etwa von Vasarely dienten. Auch als Ausbilderin arbeitete sie für Rosenthal.
Ihre Designobjekte sind klar und sachlich gestaltet, material- und herstellungsgerecht. Ihre Modelle entstanden nicht nach zeichnerischer Vorgabe, sondern sie modellierte die Entwürfe im Sinne einer Bildhauerin.
In den Jahren 1956 bis 1959 lehrte sie als Gastdozentin das Fach Industrieformgestaltung mit praktischen Übungen an der Pädagogischen Hochschule Berlin.
Ihre Werke sind unter anderem im Porzellanikon in Selb, im Museum of Modern Art, im Dallas Museum of Art oder im Corning Museum of Glass ausgestellt.
Sie war Mitglied des Deutschen Werkbunds und des Bauhaus-Archivs.

## Preise und Auszeichnungen
- Bronzemedaille Triennale Mailand (1951): Schalen in Bronze[1]
- Silbermedaille Triennale Mailand (1954): Große Silberschale[1]
- Die Gute Industrieform/iF (1957): »Fortuna«
- Die Gute Industrieform/iF (1957): »Fortuna« Trinkglasserie
- Medaglia d’Oro Triennale Mailand (1957): »Fortuna«
- Ehrendiplom Triennale Mailand (1961): Arbeiten in Bronze[1]
- Ehrendiplom Faenza (1966): Ehrendiplom für Porzellan[1]
- Die Gute Industrieform/iF (1967): Dose 0/1000 (mit Margret Hildebrand)
- Die Gute Industrieform/iF (1967): Lampe »L 060« (mit Margret Hildebrand)[8]
- Die Gute Industrieform/iF (1967): Schale 0007/0100 (mit Margret Hildebrand)
- Die Gute Industrieform/iF (1967): Vase 2948/0100 (mit Margret Hildebrand)
- Die Gute Industrieform/iF (1969): »Fuga« Trinkglasserie
- Bundespreis Die gute Form (1977): »Fuga« Trinkglasserie